# Alliansen för europeiska nationella rörelser
Alliansen för europeiska nationella rörelser (AENM) är ett högerextremt europeiskt parti för ett flertal nationalistiska partier i Europa. Partiet grundades som en fortsättning på nätverket Euronat, där flera av AENM:s medlemspartiet tidigare ingått. Bland medlemmarna finns Front National i Belgien, Jobbik i Ungern och British National Party i Storbritannien. Tidigare ingick även franska Front National och svenska Nationaldemokraterna.
Partiet erhöll officiellt status som europeiskt parti den 12 januari 2018. Partiet förlorade dock sin status som europeiskt parti i augusti 2018.

## Medlemspartier
| Parti                          | Förk.   | Stat           | MEPs | Inhemska parlamentsledamöter |
| ------------------------------ | ------- | -------------- | ---- | ---------------------------- |
| Front National                 | FN      | Belgien        | 0    | 0                            |
| Rörelsen för ett bättre Ungern | Jobbik  | Ungern         | 3    | 23                           |
| Fiamma Tricolore               | FT      | Italien        | 0    | 0                            |
| Nationella förnyelsepartiet    | PNR     | Portugal       | 0    | 0                            |
| Republikanska Sociala Rörelsen | MSR     | Spanien        | 0    | 0                            |
| British National Party         | BNP     | Storbritannien | 0    | 0                            |
| Allukrainska unionen           | Svoboda | Ukraina        | 0    | 37                           |